# Fredrik Lindgren (speedwaykører)
Fredrik Lindgren, født den 15. september 1985 i Örebro, er en svensk speedwaykører. Han er storebror til Ludvig Lindgren og kører for Dackarna.

## Speedwaykarriere
Lindgren fik sit gennembrud med en tredjeplads i Sveriges Grand Prix 2007, og deltog i 2008 hvor han kom på en andenplads. 